# Linia kolejowa Cheb – Hranice v Čechách
Linia kolejowa Cheb – Hranice v Čechách – jednotorowa, regionalna i częściowo elektryfikowana linia kolejowa w Czechach. Łączy Cheb i Hranice v Čechách. Przebiega w całości przez terytorium kraju karlowarskiego.